# Carl Jacobi
Carl Gustav Jacob Jacobi (Potsdam, 10 dicembre 1804 – Berlino, 18 febbraio 1851) è stato un matematico e docente tedesco.

## Biografia
Nacque da una famiglia ebraica nel 1804. Studiò all'Università di Berlino, dove ottenne il titolo di dottorato nel 1825, con una dissertazione contenente una discussione analitica della teoria delle frazioni. Nel 1827 divenne professore straordinario e nel 1829 professore ordinario di matematica a Königsberg (l'attuale Kaliningrad), e conservò questa cattedra fino al 1842. Jacobi soffrì per un tracollo fisico causato dall'eccessivo lavoro nel 1843 e si trasferì in Italia per alcuni mesi per riacquistare la salute. Al suo ritorno si spostò a Berlino, dove visse fino alla sua morte, dovuta a un'infezione di vaiolo.

## Contributi scientifici
Jacobi nel 1829 scrisse il suo trattato classico sulle funzioni ellittiche in cui affrontava il problema di "integrare le equazioni del secondo ordine ottenute dall'energia cinetica". Alcuni casi in cui queste equazioni del moto sono integrabili, con soluzioni espresse in termini di funzioni ellittiche, sono il pendolo, la trottola simmetrica (o di Lagrange) in un campo gravitazionale costante e il moto di un corpo rigido sospeso per il baricentro (o trottola di Eulero).
Jacobi fu anche il primo matematico ad applicare le funzioni ellittiche alla teoria dei numeri, in particolare dimostrando il teorema del numero poligonale di Pierre de Fermat. La funzione theta jacobiana, applicata negli studi delle serie ipergeometriche, fu così chiamata in suo onore.
Le sue ricerche sulle funzioni ellittiche, la teoria delle quali egli fondò su una base innovativa, e più in particolare lo sviluppo della funzione theta, come descritto nel suo trattato Fundamenta nova theoriae functionum ellipticarum (Königsberg, 1829), e in successivi articoli sul Journal für die reine und angewandte Mathematik di August Crelle, costituiscono le sue maggiori scoperte analitiche. Altre sue importanti ricerche riguardarono le equazioni differenziali, in particolare la teoria dell'ultimo moltiplicatore, che è trattata nella sua opera Vorlesungen über Dynamik, edita da Alfred Clebsch (Berlino, 1866).
Fu negli sviluppi analitici che emergono in modo più evidente le capacità di Jacobi; egli fornì importanti contributi di questo genere ad altri ambiti della matematica, come risulta evidente dagli articoli da lui pubblicati sul Journal di Crelle e altrove negli anni dal 1826 in poi. Egli fu uno dei primi cultori della teoria dei determinanti; in particolare, egli inventò il determinante funzionale formato dagli n2 coefficienti differenziali delle n-uple di funzioni in n variabili indipendenti, che oggi porta il suo nome (Jacobiano) e che ha giocato un ruolo importante in molte ricerche di analisi.
In un articolo del 1835 Jacobi dimostrò che: 
Se una funzione univariata (univoca) è periodica, allora non può avere più di due periodi e il rapporto fra tali periodi non può essere un numero reale.
Studiando l'equazione quintica generale Jacobi riesce a ridurla alla forma
{\displaystyle \,x^{5}-10q^{2}x=p} .
Scrisse articoli anche sui trascendenti abeliani e sulle sue ricerche in teoria dei numeri, all'interno della quale egli si occupò soprattutto di completare il lavoro di Gauss.
La teoria planetaria e altri particolari problemi di dinamica simili impegnarono la sua attenzione di tanto in tanto. Mentre forniva contributi alla meccanica celeste, Jacobi nel 1836 introdusse l'integrale di Jacobi relativo a un sistema di coordinate celesti.
Egli lasciò una grande quantità di manoscritti, parte dei quali è stata pubblicata a più riprese nel Journal de Crelle. Altri suoi lavori comprendono Commentatio de transformatione integralis duplicis indefiniti in formam simpliciorem (1832), Canon arithmeticus (1839) e Opuscula mathematica (1846-1857). Il suo Gesammelte Werke (1881 - 1891) fu pubblicato dalla Berlin Academy. Un'altra opera importante è costituita dalla teoria di Hamilton-Jacobi nell'ambito della meccanica razionale.
Il risultato dei suoi lavori permise lo sviluppo in diversi campi: l'identità di Jacobi applicata alla teoria dei vettori; il determinante jacobiano nel campo delle equazioni differenziali e il simbolo di Jacobi applicato alla teoria dei numeri e alla crittografia.

## Riconoscimenti
Gli è stato dedicato un cratere sulla Luna, il Cratere Jacobi e un asteroide, 12040 Jacobi.